# فریدنگر
فریدنگر (به انگلیسی: Faridnagar) یک منطقهٔ مسکونی در هند است که در شهرستان قاضی‌آباد واقع شده‌است.

## خصوصیات
فریدنگر  ۱۱٬۲۷۱ نفر جمعیت دارد و ۲۱۲ متر بالاتر از سطح دریا واقع شده‌است.